# Departamento de Aftout
Aftout es un departamento de la región de Assaba, en Mauritania. En marzo de 2013 presentaba una población censada de  habitantes. Está formado por las siguientes comunas, que se muestran asimismo con población de marzo de 2013:
- Akjoujt 14,543
- Bennechab 5,096[1]